# Canalou
Canalou és una població dels Estats Units a l'estat de Missouri. Segons el cens del 2000 tenia 348 habitants.

## Demografia
Segons el cens del 2000, Canalou tenia 348 habitants, 125 habitatges, i 91 famílies. La densitat de població era de 537,5 habitants per km².
Dels 125 habitatges en un 40,8% hi vivien nens de menys de 18 anys, en un 54,4% hi vivien parelles casades, en un 14,4% dones solteres, i en un 26,4% no eren unitats familiars. En el 21,6% dels habitatges hi vivien persones soles el 12% de les quals corresponia a persones de 65 anys o més que vivien soles. El nombre mitjà de persones vivint en cada habitatge era de 2,78 i el nombre mitjà de persones que vivien en cada família era de 3,24.
Per edats la població es repartia de la següent manera: un 33,3% tenia menys de 18 anys, un 6,9% entre 18 i 24, un 28,2% entre 25 i 44, un 21,8% de 45 a 60 i un 9,8% 65 anys o més.
L'edat mediana era de 32 anys. Per cada 100 dones de 18 o més anys hi havia 87,1 homes.
La renda mediana per habitatge era de 21.250 $ i la renda mediana per família de 25.417 $. Els homes tenien una renda mediana de 24.792 $ mentre que les dones 14.464 $. La renda per capita de la població era de 9.660 $. Entorn del 20% de les famílies i el 27,4% de la població estaven per davall del llindar de pobresa.

## Poblacions més properes
El següent diagrama mostra les poblacions més properes.